# Мюррей, Джон, 7-й баронет Мюррей
Джон Мюррей, 7-й баронет Мюррей (ок. 1718 — 6 декабря 1777) — якобит, секретарь Карла Эдуарда Стюарта во время Якобитского восстания 1745—1746 годов. Иногда указывается в качестве главного «виновника» провала якобитов, впоследствии помогавшего изобличать заговорщиков.

## Биография
Родился в Бротоне. В 1732 году был зачислен в Эдинбургский университет, в 1735 году — в Лейденский, откуда направился в Рим и стал доверенным лицом Карла Эдуарда. Окончательно к якобитам присоединился примерно в 1738 году, тогда же вернувшись в Эдинбург и приобретя поместье в Брутоне; в 1739 или 17141 году стал своего рода «связующим звеном» между Карлом Стюартом и шотландскими якобитами. В 1743 году отправился в Париж, ища поддержки якобитского дела у французского двора, однако его чрезмерно оптимистичный настрой и ложные французские гарантии привели к неудаче французского вторжения в Шотландию в феврале 1744 года. До марта 1746 года Мюррей продолжал поддерживать короля, но затем, как считается, предал восставших, дезертировав из якобитской армии и попытавшись бежать из Англии в Голландию, но был захвачен в плен.
Впоследствии свидетельствовал на суде против бывших сторонников и стал печально известен как предатель; получил прощение от британской короны в 1748 году и остался жить в Англии, в 1770 году унаследовал титул баронета, однако был покинут и презираем всеми, включая собственную жену. Умер в 1777 году.